# Hospitalsklovn
 For alternative betydninger, se Klovn. (Se også artikler, som begynder med Klovn)
En hospitalsklovn er en klovn, der optræder for syge mennesker, primært på hospitaler.
Den amerikanske læge Hunter ”Patch” Adams fandt i 1970'erne ud af, at man kan hjælpe syge mennesker og især syge børn ved hjælp af humor og latter. Dette brugte han til at indføre begrebet hospitalsklovn, hospitalsklovne bruges i dag over det meste af verden. Hunter Adams' kamp for at indføre begrebet hospitalklovne er skildret i filmen Patch Adams med Robin Williams i hovedrollen.

## Danmark
I Danmark gik der dog en del år, før man kunne finde hospitalsklovne på de danske sygehuse. Det startede som et researchprojekt med klovnen Gunhil og hurtigt fulgte Angus trop. Nogle uenigheder omkring uddannelsen førte dog til at den blev mere strømlinet og mere dybdegående, så man gav hospitalsklovnene den bedst mulige forudsætning for at kunne hjælpe indlagte børn og de situationer, de kunne møde på sygehusene og på institutioner. 
I 2003 bliver foreningen Danske Hospitalsklovne stiftet for at sikre en faglig- og grundig hospitalsklovneuddannelse og udarbejdelse af klare standarder for hospitalsklovnefaget. I 2022 tæller foreningen 61 hospitalsklovne - og yderligere 12 er under uddannelser - der arbejder på alle landets børneafdelinger, i psykiatrien og inden for specialområdet.

## Ekstern henvisning
- Danske Hospitalsklovnes historie

- Wikimedia Commons har flere filer relateret til Hospitalsklovn

| Sygepleje | Spire Denne artikel om sygepleje er en spire som bør udbygges. Du er velkommen til at hjælpe Wikipedia ved at udvide den. |